# Червонка-Шляхецька
Червонка-Шляхецька (пол. Czerwonka Szlachecka) — село в Польщі, у гміні Червонка Маковського повіту Мазовецького воєводства.
Населення — 126 осіб (2011).
У 1975-1998 роках село належало до Остроленцького воєводства.

## Демографія
Демографічна структура станом на 31 березня 2011 року:
|          | Загалом | Допрацездатний вік | Працездатний вік | Постпрацездатний вік |
| -------- | ------- | ------------------ | ---------------- | -------------------- |
| Чоловіки | 69      | 15                 | 39               | 15                   |
| Жінки    | 57      | 12                 | 26               | 19                   |
| Разом    | 126     | 27                 | 65               | 34                   |